# Villeneuve-d'Entraunes
Villeneuve-d'Entraunes (Occitaans: Vilanuòva d'Entraunas; Italiaans (verouderd): Villanova d'Entraunes) is een gemeente in het Franse departement Alpes-Maritimes (regio Provence-Alpes-Côte d'Azur) en telt 84 inwoners (2009). De plaats maakt deel uit van het arrondissement Nice.

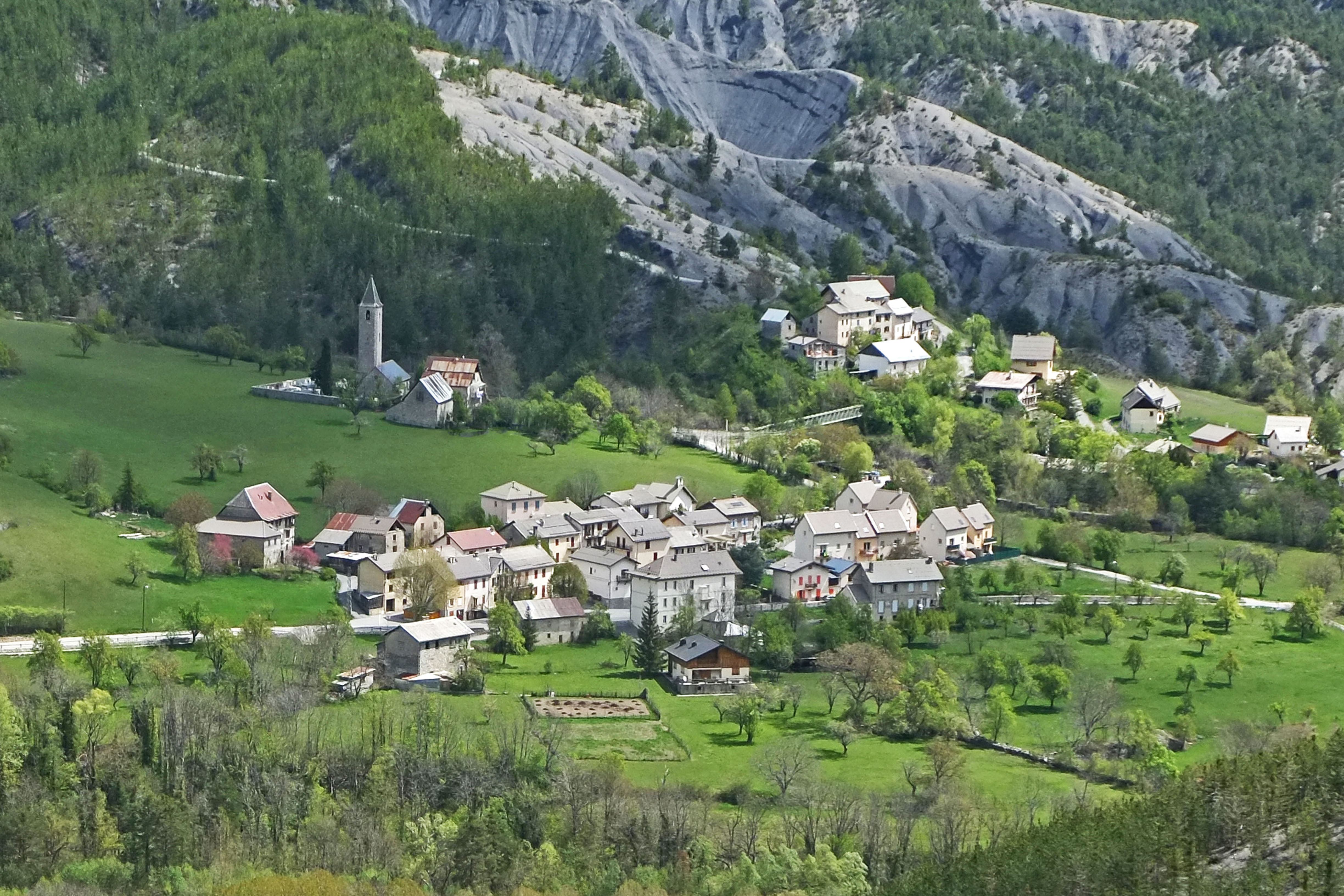
Villeneuve-d'Entraunes
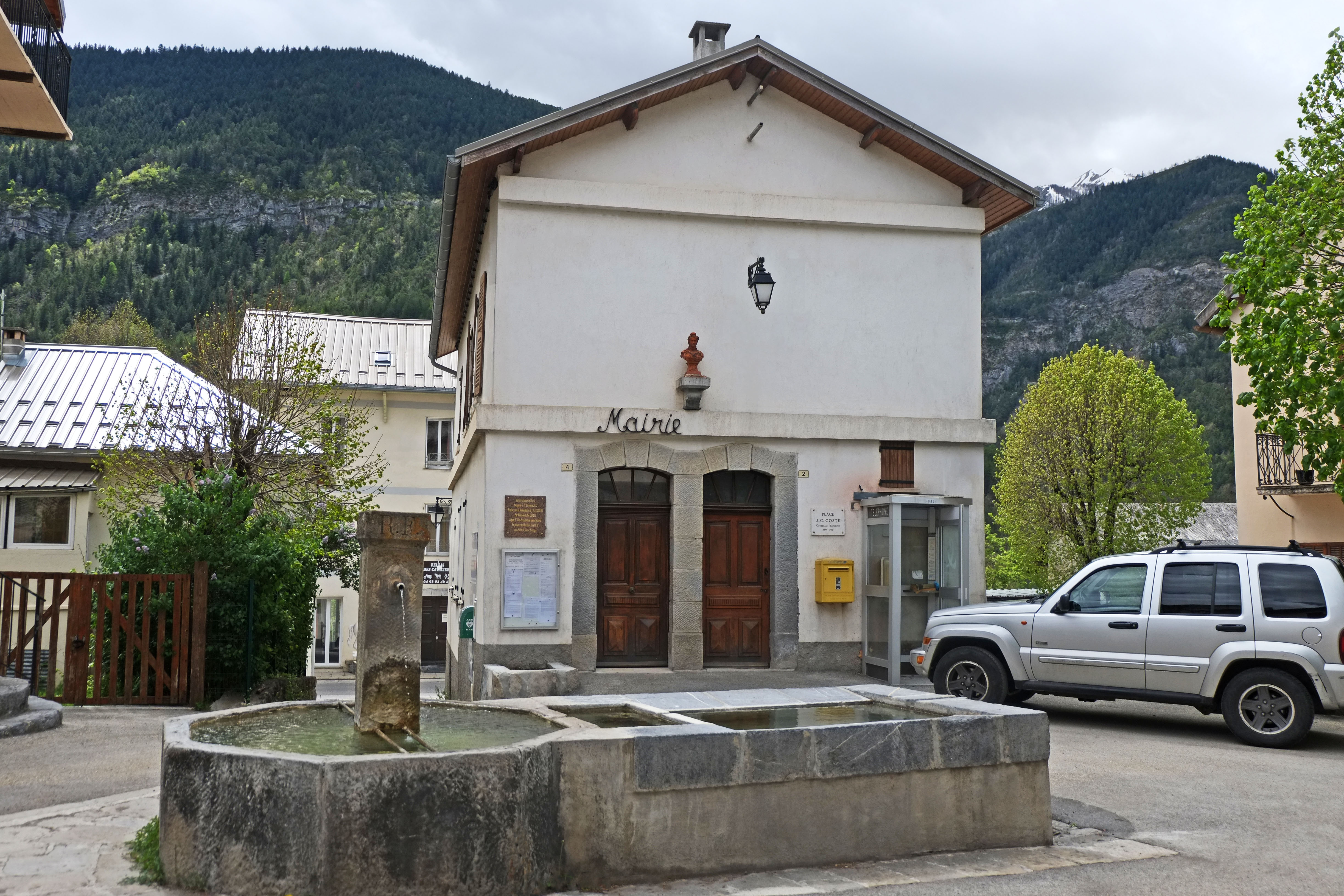
Gemeentehuis
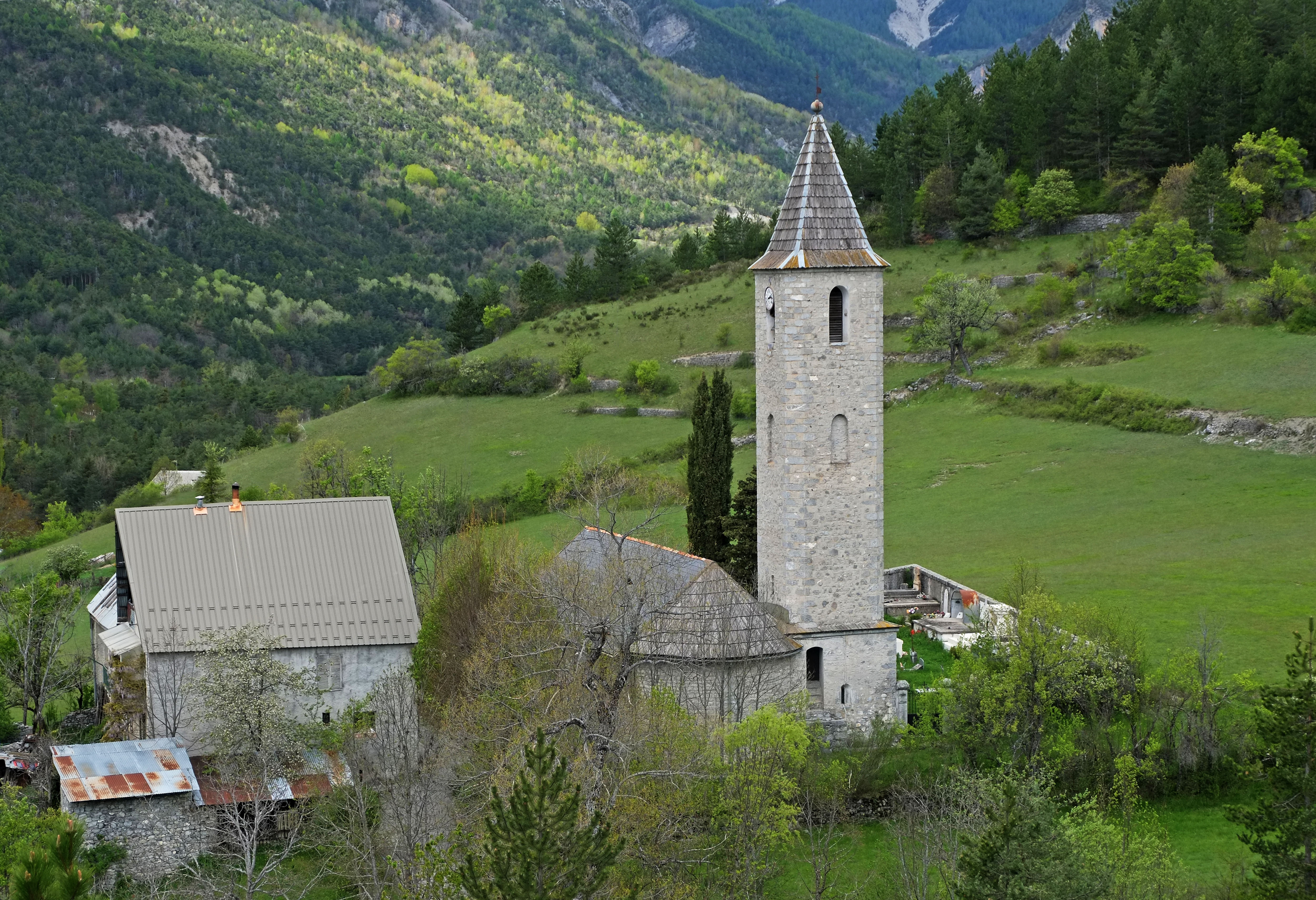
Oude kerk

## Geografie
De oppervlakte van Villeneuve-d'Entraunes bedraagt 25,3 km², de bevolkingsdichtheid is dus 3,3 inwoners per km².
De onderstaande kaart toont de ligging van Villeneuve-d'Entraunes met de belangrijkste infrastructuur en aangrenzende gemeenten.

## Demografie
Onderstaande figuur toont het verloop van het inwonertal (bron: INSEE-tellingen).
Vanwege een beveiligingsprobleem met de MediaWiki Graph-software is het momenteel niet mogelijk deze grafiek weer te geven. Zodra de software is bijgewerkt zal de grafiek vanzelf weer zichtbaar worden.
1. ↑  Populations de référence 2022.